# 小行星4347
小行星4347（英語：4347 Reger）是一颗围绕太阳公转的小行星。1988年8月13日，佛蒙特·伯根在陶腾堡发现了此天体。
这颗小行星的绝对星等为129.2200668714755等。